# Meraha
Meraha es un género de arañas de la familia Pholcidae, orden Araneae. Fue descrito por Bernhard A. Huber en 2018.

## Especies
- M. chiangdao (Huber, 2011)
- M. khene (Huber, 2011)
- M. kinabalu (Huber, 2011)
- M. kipungit (Huber, 2016)
- M. krabi (Huber, 2016)
- M. narathiwat (Huber, 2016)
- M. shuye (Yao & Li, 2017)